# Vork Bakker
Imellem landsbyerne Vork og Ødsted ligger et landområde kaldet Vork Bakker. Det er en kæmpemæssig hylde eller et trappetrin, der sænker sig fra det mere flade højland i syd omkring Hesselbjerg (102 m) og Vork og selve Vejle Ådal omkring Ravningbroen (15 m). Denne hylde er ca. 3 km lang og 1,5 km bred. Terrænet, der er meget kuperet, ligger i højdeområdet 35-65 m over havet, og spredt over det hele ligger der 11-12 moser og søer, hvoraf dog et par af de vestlige er uddrænet. Disse søer har alle udløb, men ikke egentlig tilløb, derimod er der et eller flere væld i hver sø. Vandet i søerne er surt, dog findes et par basiske, hvilket medfører en forskel på plantevæksten i og omkring søerne.
Der udklækkes frøer i hundredtusindvis hvert år, ligeledes er antallet af insekter meget stort, hvilket skyldes, at der er vand overalt, der er tørre pletter, der er læ, og der sol og skygge.
Ligeledes findes der mange steder gryder i det kuperede terræn, hvor mikroklimaet næsten når subtropiske højder, og på en solklar martsdag kan man udmærket tage solbad.
Det meste af Danmark har i tidens løb enten fået tilført kunstgødning eller været udsat for et eller andet sprøjtemiddel mod insikter eller uønskede planter, men i området her findes der pletter, hvor der bevisligt ikke er sket noget sådant, bl.a. en skovparcel.
Fra såvel nord som sydfra har der fra de ældste tider været veje til Ravningbroen, hvilket der endnu kan ses spor af, ikke mindst fordi de har været de eneste adgangsveje til engene og en del af vandingkanalsystem, men først i 1897 blev den gamle Ravningbrovej erstattet af den nye Ravningvej til Ravning Station, dog findes der Vork Bakkevej, som ganske vist er privatvej, ejet og vedligeholdt af 9 lodsejere. Dette er måske medvirkende til at området kan virke lidt tillukket.
Der var i 1994 knap 20 beboelsesegnede steder i området, men for hundrede år siden var der omkring halvtreds bosteder med børnerige familier, så dengang var der et helt samfund her, men ofte var det fattige folk, som sent har fået del i den nyere tids goder, således blev der først installeret elektricitet i de fleste hjem i midten af 1970'erne. Et enkelt sted har der boet mennesker i en jordhule ind i en bakkeskrænt helt op til slutningen af anden verdenskrig. Men hjælpsomheden og sammenholdet var meget udbygget, hvilket bevidnes af en masse historier og fortællinger. 
I vore dage virker området noget lukket på grund af alle de småskove, der findes i Vork Bakker. Men i begyndelsen af 1900-tallet var der næsten ingen træer her, og da var det stærkt kuperede terræn nemmere at se, dog kan man endnu se noget deraf mellem FDF-lejren og Vork Bakker nr. 5. Årsagen til træmanglen skyldtes, at al madlavning og opvarmning til mere end hundrede mennesker foregik ved hjælp af træ. På dette tidspunkt var næsten alle huse tækket med strå, og mange var bygget ind i en sydskrænt.
I 1960'erne hentedes mælk fra 10 besætninger i Vork Bakker, men der har i mange år kun været eet heltidslandbrug tilbage (Ravningvej 6).
I dag rummer de tidligere landbrugsejendomme overvejende spejderlejre, kursusejendomme og lystejendomme, kun 10 er helårsboliger.
Hvis man vil opleve det særlige område, som Vork Bakker er, bør man gå til fods og tage alle sidevejene med, så vil man få mangeartede naturoplevelser – dyr, planter og flotte udsigter. Når man vandrer gennem bakkerne, føles alt meget større, og man kan nemt få en tur på ti km, før man er ude af bakkerne igen.
Meget er ændret i Vork, således var der engang her et teglværk, og ligeledes en del grusgrave, hvorfra der bl.a. blev leveret store mængder materialer til tyskernes byggerier i Vingsted under krigen. I middelalderen havde munkene i Vejle en humlegård herude til brug for deres bryggeri. Både vind- og vandmøllen er også kun minder. Møllen havde stald og skænkestue, hvor bønderne kunne vente, til deres korn var malet færdig. Det tilknyttede brødbageri, der fungerede til 1921 havde i dets velmagtsdage over tyve møllesvende og bagere m.m.. Et andet erhverv var træskofremstillingen, der fandt sted i mange huse, de færdige træsko blev på hestevogn kørt til de store markeder , bl.a. i Varde.
Erik Bjørn, Vork
|  | Denne artikel om lokaliteten Vork Bakker kan blive bedre, hvis der indsættes et (bedre) billede. Du kan hjælpe ved at afsøge Wikimedia Commons for et passende billede eller lægge et op på Wikimedia Commons med en af de tilladte licenser og indsætte det i artiklen. |

55°39′42.50″N 9°21′24.44″Ø / 55.6618056°N 9.3567889°Ø